# 高表仁
高 表仁（こう ひょうじん、生没年不詳）は、7世紀前半の中国唐代の官吏。隋代の政治家・高熲の子。新州（現在の中華人民共和国広東省新興県）の刺史。遣唐使の送使として倭国（日本）を訪問している。『新唐書』では高仁表と表記する。

## 記録
『日本書紀』によると、舒明天皇4年（632年）8月に遣唐使の犬上御田耜や僧旻、新羅の送使とともに対馬に泊まっている。
同10月4日、難波津へ到着。そこで大伴長徳を派遣し、船32艘、鼓、笛、旗幟（はた）で飾られた船団とともに、江口（淀川の河口）で迎え、以下のように告げたという。
高表仁は以下のように答えた、という。
そこで、難波吉士一族や、大河内氏らを遣わして、館（むろつみ）で歓待し、神酒を与えた、という。この後、都に入って天皇と会見したはずであるが、何故か『書紀』にはその記録がない。
同5年1月26日、吉士一族に見送られて、高表仁らは帰国した。
『書紀』の記録は以上であるが、『旧唐書』の貞観5年の記述では、
となっている。
『新唐書』の記述でも同様に、
となっている。
以上のように、倭国と唐の最初の交渉は決裂に終わっている。これらの記事から窺われることは、倭国が唐に冊封を求めず、朝鮮半島における優位を主張して、唐の使節と対立したことだと言われており、あるいは儀式の場における唐使と倭国の上下関係が争われただけだったのではないか、ゆえに、帰国後、高表仁の所業は非難されているのではないか、と榎本淳一は『新唐書』における高句麗への遣使の例を引いて説明している。